# Gongorismus
Als Gongorismus wird ein lyrischer Stil der spanischen Barockliteratur in der Zeit des Siglo de Oro bezeichnet. Er überlagert sich weitgehend mit dem Begriff des Kultismus oder Kulteranismus (span.: gongorismo/cultismo/culteranismo).
Er ist nach Luis de Góngora (1561–1627) benannt, der für die spanische Barockliteratur stilbildend wurde. Neben Gongora waren Fernando de Herrera und Luis Carrillo y Sotomayor bedeutende Autoren. Die Werke der Kultisten zeichnen sich durch eine überbordende Bildsprache, ungewöhnliche Metaphern, Entlehnungen aus dem Griechischen und Lateinischen, Neologismen und Archaismen aus. Sie sind zudem reich an antik-mythologischen Anspielungen. Es handelt sich daher um eine auf gebildete Leser ausgerichtete, gewissermaßen elitäre Literatur.
Zu den Gegnern des Gongorismus zählten Lope de Vega und Francisco de Quevedo. In Lateinamerika lebte der Gongorismus lange fort, so im Werk von Juana Inés de la Cruz und Juan de Espinosa Medrano.

## Ähnliche Tendenzen
Im weiteren Sinne wird in der Literaturwissenschaft allzu verschraubt-manierierte Prosa oder Lyrik als gongoristisch bezeichnet. So wurde etwa behauptet, William Faulkners Romane seien im Stil eines „Dixie Gongorism“ gehalten. In der italienischen Lyrik und im Drama heißt der entsprechende Stil Marinismo, benannt nach dem Barockpoeten Giovan Battista Marino. Der Begriff bürgerte sich jedoch erst im 19. Jahrhundert ein.

## Quelle
- Rudolf Noack: Gongorismus, Kultismus. In: Herbert Greiner-Mai (Hg.): Kleines Wörterbuch der Weltliteratur. VEB Bibliographisches Institut Leipzig 1983. S. 110 und 157.